# Rundemanen
Rundemanen (parfois écrit Rundemannen) est l'une des sept montagnes (de syv fjell en norvégien) qui entourent Bergen. Son sommet se trouve à 568 m d'altitude. On y trouve une tour radio, la première station côtière de Norvège (1912), qui est toujours opérationnelle de nos jours. Il fait partie du même massif qu'Ulriken et Fløyen, Byfjellene (les « montagnes de la ville ») et n'est pas visible depuis le centre de Bergen, caché par Fløyen.